# Wildest Dreams (chanson de Brandy)
Pour les articles homonymes, voir Wildest Dreams.
 (octobre 2012).
Si vous disposez d'ouvrages ou d'articles de référence ou si vous connaissez des sites web de qualité traitant du thème abordé ici, merci de compléter l'article en donnant les références utiles à sa vérifiabilité et en les liant à la section « Notes et références ».
Wildest Dreams est une chanson de la chanteuse américaine Brandy extrait de son extrait de son 6e album studio Two Eleven. Cette chanson a été écrit par Sean Garrett, Justin Henderson, Christoper Whitacre et produit par Tha Bizness.